# Karapaí
Karapaí é um distrito do Paraguai, localizado no departamento de Amambay. Possui área de 1.274 km² e 4.282 habitantes. Emancipada em 22 de outubro de 2013, sendo independente do município de Capitán Bado. 

## Transporte
O município de Karapaí é servido pela seguinte rodovia:
- Ruta 11, que liga a cidade de Antequera (Departamento de San Pedro) ao município de Capitán Bado (Departamento de Amambay).[3][4][5]